# SATA Air Açores

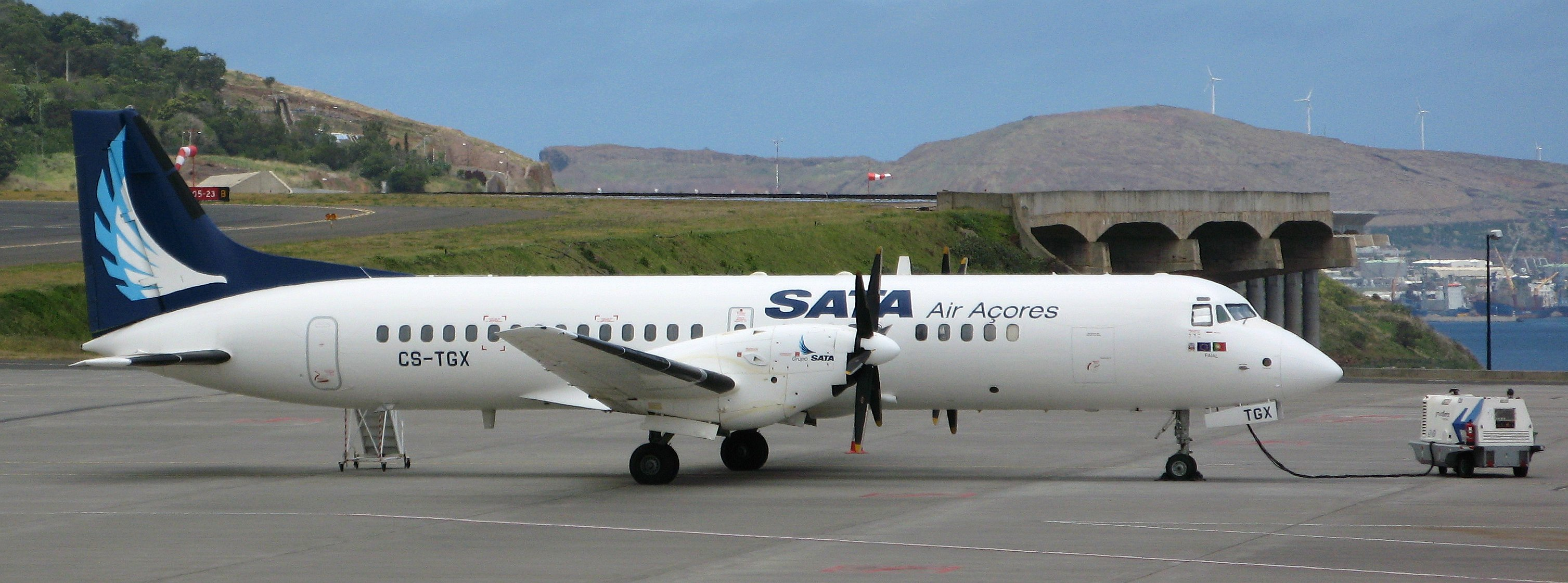
BAe ATP авіакомпанії SATA Air Açores в Міжнародному аеропорту Мадейри, 2008 рік

SATA Air Açores — португальська авіакомпанія зі штаб-квартирою у місті Понта-Делгада (Азорські острови), що працює на ринку регулярних пасажирських, вантажних і поштових авіаперевезень в аеропортах Азорських островів. Компанія також займається технічним і сервісним обслуговуванням повітряних судів.
Портом приписки авіакомпанії і її головним транзитним вузлом (хабом) є Аеропорт імені Івана Павла II в Понта-Делгада.

## Історія
21 серпня 1941 року група інвесторів, що складалася з бізнесменів Аугусто Ребело Арруда, Хосе Бансауде, Аугусто д Атейде, Корті Ріал Суареса ді Альбергарія, Альбано-ді-Фрейста да Сільви, в партнерстві з очолюваної Антоніо де Медейрос-і-Альмейда комерційною компанією «Bensaúde & Co. Lda» утворили авіаційну компанію «Sociedade Açoreana de Estudos Aeréas Lda». Основними цілями авіаперевізника визначалися пасажирські і вантажні рейси з аеродромів Азорських островів в аеропорти континентальної частини Португалії. Перший рейс перевізника з Аеропорту Санта-Марія відбувся в червні 1947 року на двомоторному літаку Beechcraft.
15 вересня 1947 року Аугусто Ребело Арруда передав свою частку засновника в компанію «Bensaúde & Co. Lda». В кінці 1940-х років уряд Португалії уклало з авіакомпанією контракт на перевезення поштової кореспонденції, вантажів і забезпечення регулярних пасажирських перевезень між аеропортами островів Сан-Мігеля, Терсейра, Санта-Марія і континентальною частиною країни. 23 травня 1948 року авіакомпанія придбала два літака de Havilland Dove 104. У 1969 році аеропорт Нордела, який згодом перейменували в Аеропорт імені Івана Павла II, що став базовим портом для авіакомпанії SATA Air Açores. Через три роки флагманський перевізник країни TAP Air Portugal відкрив регулярне пасажирське авіасполучення між Лісабоном і Понта-Делгада, перший рейс компанії на даному маршруті був виконаний 24 серпня 1971 року.
У 1976 році військово-повітряні сили Португалії передали в SATA Air Açores два літака Douglas DC-6, вельми знадобилися перевізнику під час страйку працівників TAP Portugal, в ході якої SATA Air Açores істотно розширила власну маршрутну мережу регулярних перевезень і збільшила кількість щоденних рейсів в аеропорт Лісабона. 14 квітня 1977 року авіакомпанія вшановувала свого першого мільйонного пасажира.
Спочатку авіакомпанія створювалася як акціонерний приватний перевізник, проте до 1980 року перейшла у власність державного управління під прапором національної авіакомпанії TAP Air Portugal.

## Маршрутна мережа
Станом на лютий 2010 року маршрутна мережа авіакомпанії SATA Air Açores складалася з наступних пунктів призначення:
- Корву — Аеропорт Корву
- Фару — Аеропорт Фару
- Флориш — Аеропорт Флориш
- Фуншал — Міжнародний аеропорт Мадейри
- Грасіоза — Аеропорт Грасіоза
- Гран-Канарія — Аеропорт Лас-Пальмас
- Орта — Аеропорт Орта
- Піку — Піку Аеропорт
- Понта-Делгада — Аеропорт імені Івана Павла II
- Порту-Санту — Аеропорт Порту-Санту
- Санта-Марія — Аеропорт Санта-Марія
- Сан-Жорже — Аеропорт Сан-Жоржі
- Терсейра — Аеропорт Лажеш-Філд
- Тенерифе — Аеропорт Тенерифе Південний

## Флот
Станом на серпень 2017::